# Унтербергер, Андреас
А́ндреас У́нтербе́ргер (нем. Andreas Unterberger; род. Кицбюэль) — австрийский кёрлингист и тренер по кёрлингу.
В составе мужской сборной Австрии участник чемпионата мира 2002 (заняли десятое место) и шести чемпионатов Европы (лучшее занятое место — десятое), в составе смешанной сборной Австрии участник трёх чемпионатов мира (лучшее занятое место — двадцать пятое) и двух чемпионатов Европы среди смешанных команд (лучшее занятое место — четвёртое), в составе смешанной парной сборной Австрии участник чемпионата мира 2009 (заняли двадцать первое место).
Играет в основном на позициях второго, третьего, четвёртого, был скипом команды.
Является одним из наиболее титулованным на национальном уровне кёрлингистов-мужчин Австрии — за спортивную карьеру 6 раз становился чемпионом Австрии по кёрлингу среди мужчин, 4 раза чемпионом Австрии по кёрлингу среди смешанных команд, 2 раза чемпионом Австрии по кёрлингу среди смешанных пар.
Как тренер различных сборных Австрии участвовал в нескольких чемпионатах мира и Европы.

## Достижения
- Чемпионат Австрии по кёрлингу среди мужчин: золото (2001, 2002, 2004, 2005, 2009, 2012), серебро (2000, 2011, 2013, 2019, 2022), бронза (1999, 2003, 2008, 2017, 2020).
- Чемпионат Австрии по кёрлингу среди смешанных команд: золото (2007, 2009, 2017, 2020), серебро (2013, 2019), бронза (2008).
- Чемпионат Австрии по кёрлингу среди смешанных пар: золото (2008, 2018), серебро (2014, 2019).

## Команды
| Сезон                                               | Четвёртый           | Третий              | Второй              | Первый              | Запасной              | Тренер                 | Турниры                               |
| --------------------------------------------------- | ------------------- | ------------------- | ------------------- | ------------------- | --------------------- | ---------------------- | ------------------------------------- |
| 2000—01                                             | Алоис Крайдль       | Штефан Залингер     | Андреас Унтербергер | Вернер Ванкер       |                       |                        | ЧЕ 2000 (15 место)                    |
| 2001—02                                             | Алоис Крайдль       | Штефан Залингер     | Андреас Унтербергер | Вернер Ванкер       | Ричард Обермозер (ЧМ) |                        | ЧЕ 2001 (11 место) ЧМ 2002 (10 место) |
| 2002—03                                             | Алоис Крайдль       | Штефан Залингер     | Андреас Унтербергер | Вернер Ванкер       |                       |                        | ЧЕ 2002 (10 место)                    |
| 2009—10                                             | Harald Fendt        | Андреас Унтербергер | Florian Huber       | Dominik Bertsch     | Кристиан Рот          | Родгер Густаф Шмидт    | ЧЕ 2009 (19 место)                    |
| 2011—12                                             | Андреас Унтербергер | Markus Forejtek     | Маркус Шмитт        | Marcus Egretzberger | Christian Sokele      | Родгер Густаф Шмидт    | ЧЕ 2011 (15 место)                    |
| 2012—13                                             | Андреас Унтербергер | Markus Forejtek     | Маркус Шмитт        | Martin Egretzberger | Felix Purzner         | Кристиан Рот, Ули Капп | ЧЕ 2012 (21 место)                    |
| Кёрлинг среди смешанных команд (mixed curling)      |                     |                     |                     |                     |                       |                        |                                       |
| 2007—08                                             | Андреас Унтербергер | Клаудия Тот         | Florian Huber       | Карина Тот          | Constanze Hummelt     |                        | ЧЕСК 2007 (4 место)                   |
| 2009—10                                             | Карина Тот          | Андреас Унтербергер | Jacqueline Greiner  | Florian Huber       |                       |                        | ЧЕСК 2009 (10 место)                  |
| 2016—17                                             | Андреас Унтербергер | Ханна Августин      | Gernot Higatzberger | Celine Moser        |                       |                        | ЧМСК 2016 (25 место)                  |
| 2017—18                                             | Андреас Унтербергер | Ханна Августин      | Gernot Higatzberger | Celine Moser        |                       | Sally Augustin         | ЧМСК 2017 (36 место)                  |
| 2019—20                                             | Андреас Унтербергер | Jill Witschen       | Gernot Higatzberger | Johanna Höss        |                       | Бьорн Шрёдер           | ЧМСК 2019 (32 место)                  |
| Кёрлинг среди смешанных пар (mixed doubles curling) |                     |                     |                     |                     |                       |                        |                                       |
| 2008—09                                             | Андреас Унтербергер | Карина Тот          |                     |                     |                       |                        | ЧМСП 2009 (21 место)                  |

(скипы выделены полужирным шрифтом)

## Результаты как тренера национальных сборных
| Год  | Турнир                                                   | Сборная                 | Место                |
| ---- | -------------------------------------------------------- | ----------------------- | -------------------- |
| 2011 | Чемпионат Европы по кёрлингу 2011 (группа C)             | Словения (мужчины)      | общее: 33 (гр. C: 9) |
| 2011 | Чемпионат Европы по кёрлингу 2011 (группа C)             | Словения (женщины)      | общее: 24 (гр. C: 6) |
| 2013 | Чемпионат мира по кёрлингу среди ветеранов 2013          | Австрия (ветераны жен.) | 2                    |
| 2013 | Чемпионат Европы по кёрлингу 2013 (группа C)             | Словения (мужчины)      | общее: 28 (гр. C: 4) |
| 2013 | Чемпионат Европы по кёрлингу 2013 (группа C)             | Словения (женщины)      | общее: 19 (гр. C: 2) |
| 2014 | Чемпионат мира по кёрлингу среди ветеранов 2014          | Австрия (ветераны жен.) | 13                   |
| 2016 | Чемпионат мира по кёрлингу среди юниоров (группа Б) 2016 | Австрия (юниоры жен.)   | 21                   |